# Ogán
El ogán es el ayudante del que preside las ceremonias umbanda, o jefe de los atabaleros en el candomblé. Es un nombre genérico para diversas funciones masculinas dentro de la casa de Candomblé, es un sacerdote escogido por el orixá para estar lúcido durante todos los "trabajos". El no entra en trance, pero de todas formas no deja de tener una relación espiritual con las ceremonias que se llevan a cabo.
Es el personaje más importante del lugar de culto después del jefe, ya que él sabe los redobles necesarios para llamar a los orichás, dirige los cánticos, recoge y conoce las hierbas parta purificar, así como la comida de los santos.

## Tipos de ogán
Existen diversos tipos de ogán. En los lugares de culto tradicionales responden a una estructura determinada con determinadas funciones. 
Entre los más conocidos se encuentran los siguientes:
- Ogán-rey, el primero en la jerarquía después del babalaorichá o de la ialorichá;
- Ogán ekedi, es el encargado de ordenar la casa, prepara las comidas y ropas de los que participan del culto;
- Ogán de echú es el encargado de matar los animales;
- Ogán de alabé (o de atabal), es el que toca el tambor.